# Nino Impallomeni
Nino Impallomeni (* 14. November 1917 in Mailand; † nach 1982) war ein italienischer Jazz- und Unterhaltungsmusiker (Trompete) und Bandleader.

## Leben und Wirken
Impallomeni spielte Mitte der 1930er-Jahre in Mailand in Michele D'Elia's Orchestra Nuovo Ritmo, mit dem erste Plattenaufnahmen entstanden (Sugar Plum); ferner arbeitete er bei Gorni Kramer, Enzo Ceragioli und im Orchestra Romero Alvaro. Nach einer Tournee mit Kramer im Deutschen Reich blieb er 1940 in Berlin, um dort während der Kriegsjahre in verschiedenen Tanz-Orchestern zu arbeiten, so bei Willy Berking, Charlie and His Orchestra, Horst Winter, Benny de Weille, Teddy Kleindin, Tullio Mobiglia, Heinz Sandberg und Freddie Brocksieper.
Nach Kriegsende kehrte Impallomeni nach Mailand zurück und spielte dort ab 1947 bei Eraldo Volonté, Giampiero Boneschi, Aldo Rossi, Dino Olivieri und in Gilberto Cuppinis Bebop-Sextett, in den 50ern noch bei Glauco Masetti, Piero Rizza und Bruno Canfora. 1950 gründete er eine eigene Band, in der Pino Calvi, Alberto Pizzigoni und Vittorio Paltrinieri spielten, mit der er ein Engagement im Casino Cécil in Lugano hatte. In den späteren Jahren wechselte er mehr zur Unterhaltungsmusik, gastierte mit eigenen Ensemble 1959 und 1963 auf dem Sanremo-Festival und legte in den 60ern eine Reihe von Singles (u. a. den Evergreen La Paloma im Twist-Stil) und Alben im Easy Listening Idiom vor, wie Tromba solista e ritmi (Regal, 1962) und Come te non c'è nessuno (1963). Im deutschsprachigen Raum erschienen seine Aufnahmen auch als Italienische Schlager-Reise mit Nino Impallomeni auf Austrophon. Ab 1968 spielte er im Radiosa-Orchester der Radio della Svizzera italiana (RSI) unter der Leitung von Mario Robbiani, dem er 14 Jahre angehörte. Im Bereich des Jazz war er zwischen 1936 und 1963 an 117 Aufnahmesessions beteiligt.